# Химический переулок (Санкт-Петербург)
Хими́ческий переу́лок — переулок в Кировском районе Санкт-Петербурга. Проходит от улицы Маршала Говорова до Балтийской линии Октябрьской железной дороги.

## История
Первоначальное название Ново-Проложенная улица (от проспекта Стачек до железной дороги) известно с 1881 года. С 1896 года получила современное название Химический переулок, дано в связи с местонахождением Тентелевского химического завода (ныне завод «Красный химик»).
Участок от проспекта Стачек до улицы Маршала Говорова упразднён в начале 1960-х годов.

## Достопримечательности
- АО «Метрострой»
- Завод «Красный химик»
- Производственное здание — ЗАО «ВСВ»[3][4]
- ООО «ОТИС-Лифт»